# Marc-la-Tour
Marc-la-Tour est une ancienne commune française située dans le département de la Corrèze en région Nouvelle-Aquitaine.

## Géographie
Commune arrosée par la Souvigne qui délimite le territoire communal au sud-est.

### Localisation

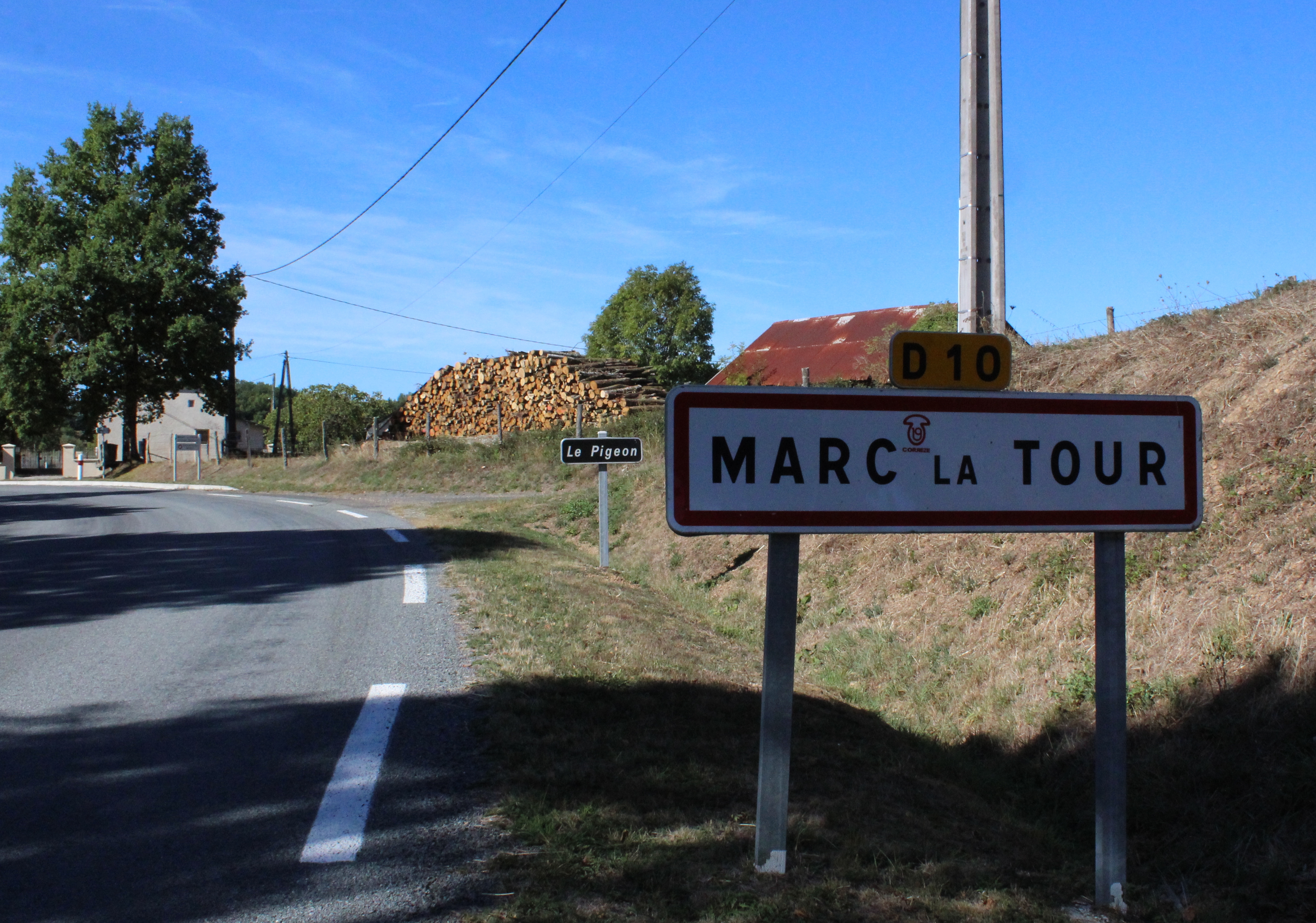
Entrée du village.

## Histoire
Le 1er janvier 2019, la commune fusionne avec Lagarde-Enval pour former la commune nouvelle de Lagarde-Marc-la-Tour dont la création est actée par un arrêté préfectoral du 6 décembre 2018.

## Politique et administration

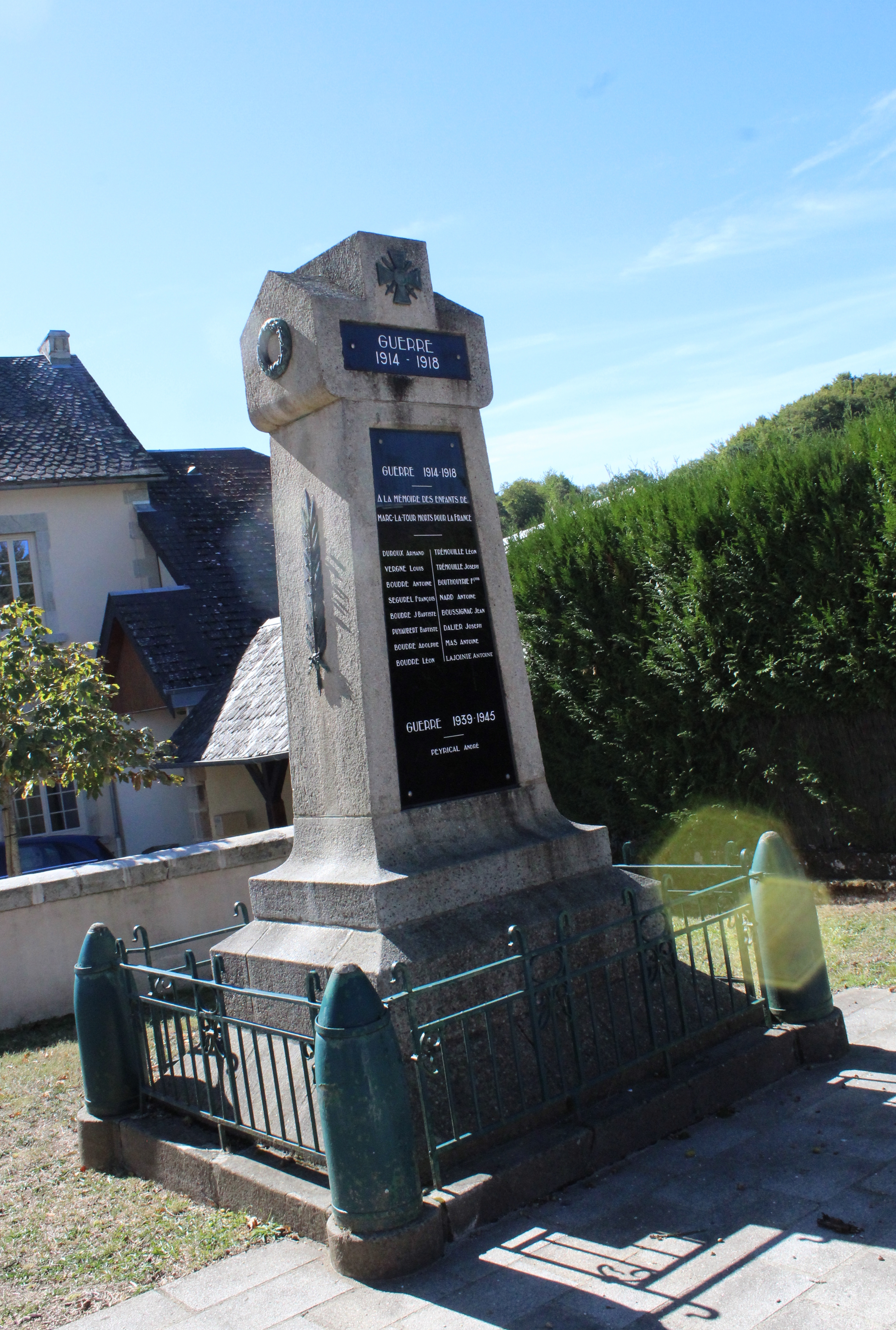
Le monument aux morts.

| Période   | Période          | Identité          | Étiquette      | Qualité |
| --------- | ---------------- | ----------------- | -------------- | ------- |
| 1983      | 1989             | Robert Boudre     | Sans étiquette |         |
| 1995      | 2001             | Robert Boudre     | Sans étiquette |         |
| mars 2001 | 31 décembre 2018 | Dominique Laplace | MRSL           |         |

## Démographie
L'évolution du nombre d'habitants est connue à travers les recensements de la population effectués dans la commune depuis 1793. Pour les communes de moins de 10 000 habitants, une enquête de recensement portant sur toute la population est réalisée tous les cinq ans, les populations de référence des années intermédiaires étant quant à elles estimées par interpolation ou extrapolation. Pour la commune, le premier recensement exhaustif entrant dans le cadre du nouveau dispositif a été réalisé en 2004.

En 2016, la commune comptait 158 habitants, en évolution de −5,95 % par rapport à 2010 (Corrèze : −0,59 %, France hors Mayotte : +2,11 %).
| 1793 | 1800 | 1806 | 1821 | 1831 | 1836 | 1841 | 1846 | 1851 |
| ---- | ---- | ---- | ---- | ---- | ---- | ---- | ---- | ---- |
| 180  | 217  | 237  | 255  | 263  | 460  | 468  | 488  | 514  |

| 1856 | 1861 | 1866 | 1872 | 1876 | 1881 | 1886 | 1891 | 1896 |
| ---- | ---- | ---- | ---- | ---- | ---- | ---- | ---- | ---- |
| 530  | 435  | 434  | 504  | 511  | 540  | 527  | 507  | 507  |

| 1901 | 1906 | 1911 | 1921 | 1926 | 1931 | 1936 | 1946 | 1954 |
| ---- | ---- | ---- | ---- | ---- | ---- | ---- | ---- | ---- |
| 548  | 535  | 536  | 423  | 308  | 247  | 265  | 251  | 244  |

| 1962 | 1968 | 1975 | 1982 | 1990 | 1999 | 2004 | 2006 | 2009 |
| ---- | ---- | ---- | ---- | ---- | ---- | ---- | ---- | ---- |
| 190  | 161  | 154  | 135  | 151  | 153  | 151  | 154  | 167  |

| 2014 | 2016 | - | - | - | - | - | - | - |
| ---- | ---- | - | - | - | - | - | - | - |
| 162  | 158  | - | - | - | - | - | - | - |

## Lieux et monuments
Marc-la-Tour est le siège d'une biennale internationale de sculpture. Les sculptures créées au cours des différentes éditions ont été disposées autour et dans le village le long d'un sentier balisé dit Promenade de la pierre.

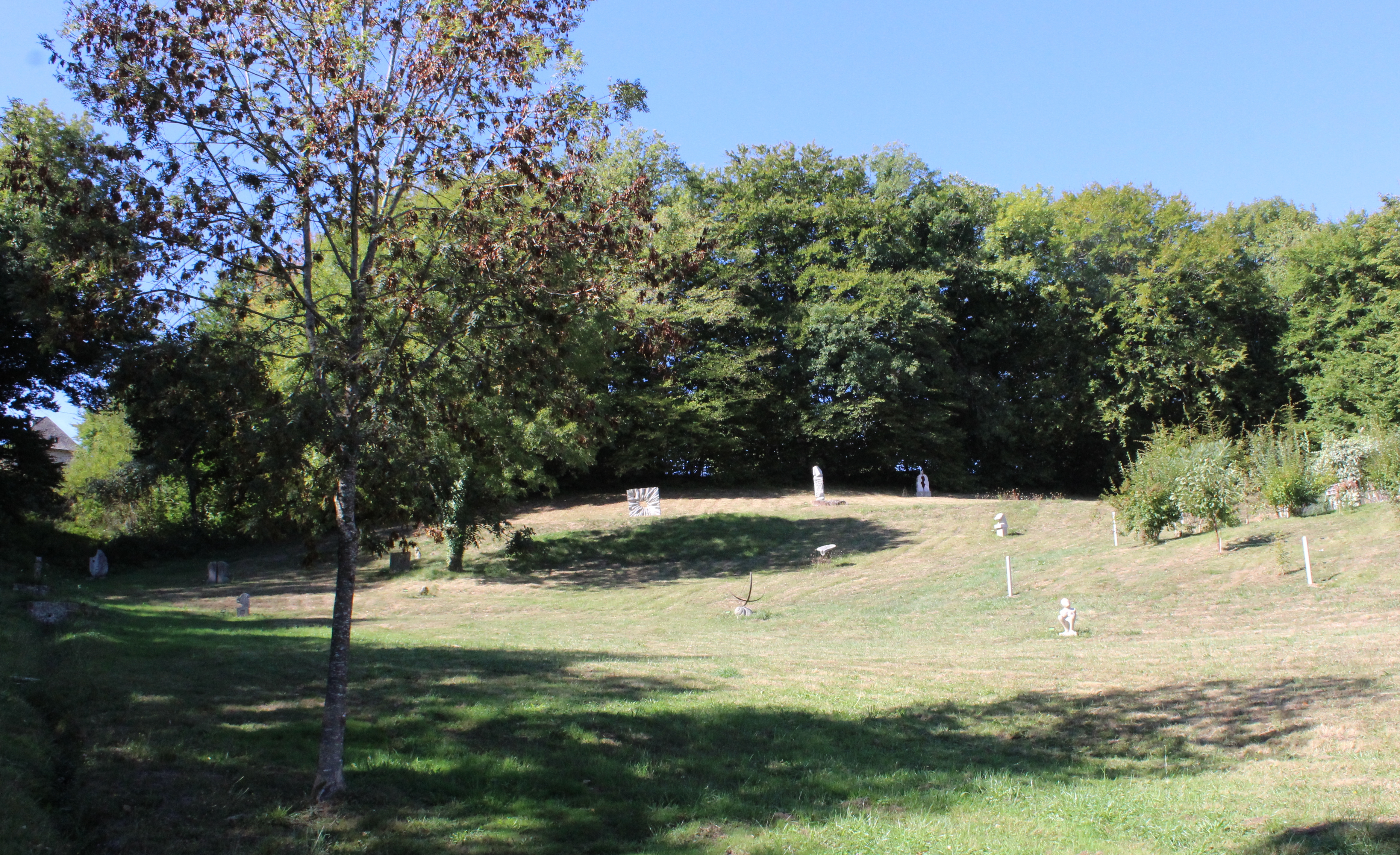
Espace consacré aux sculptures.
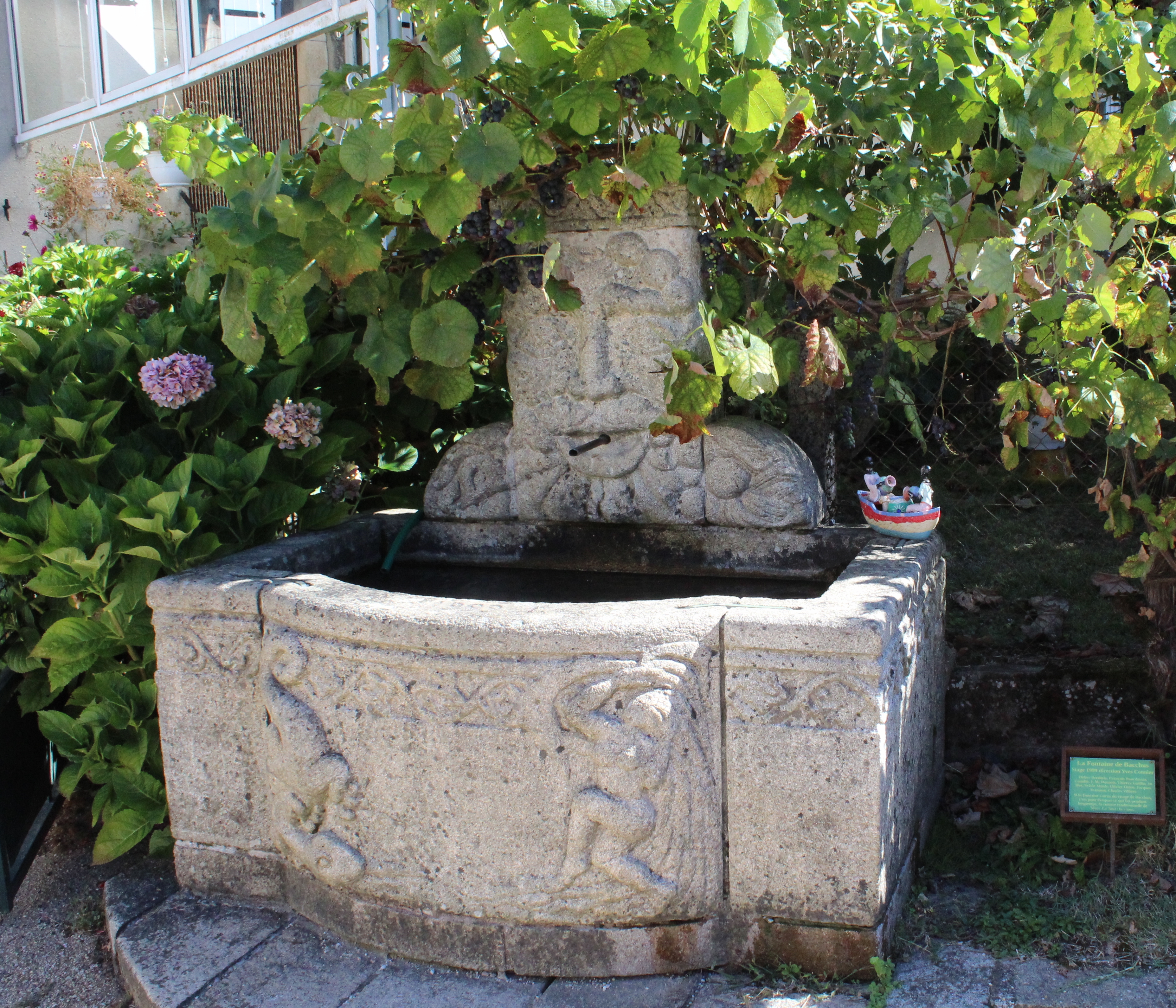
La fontaine de Bacchus.
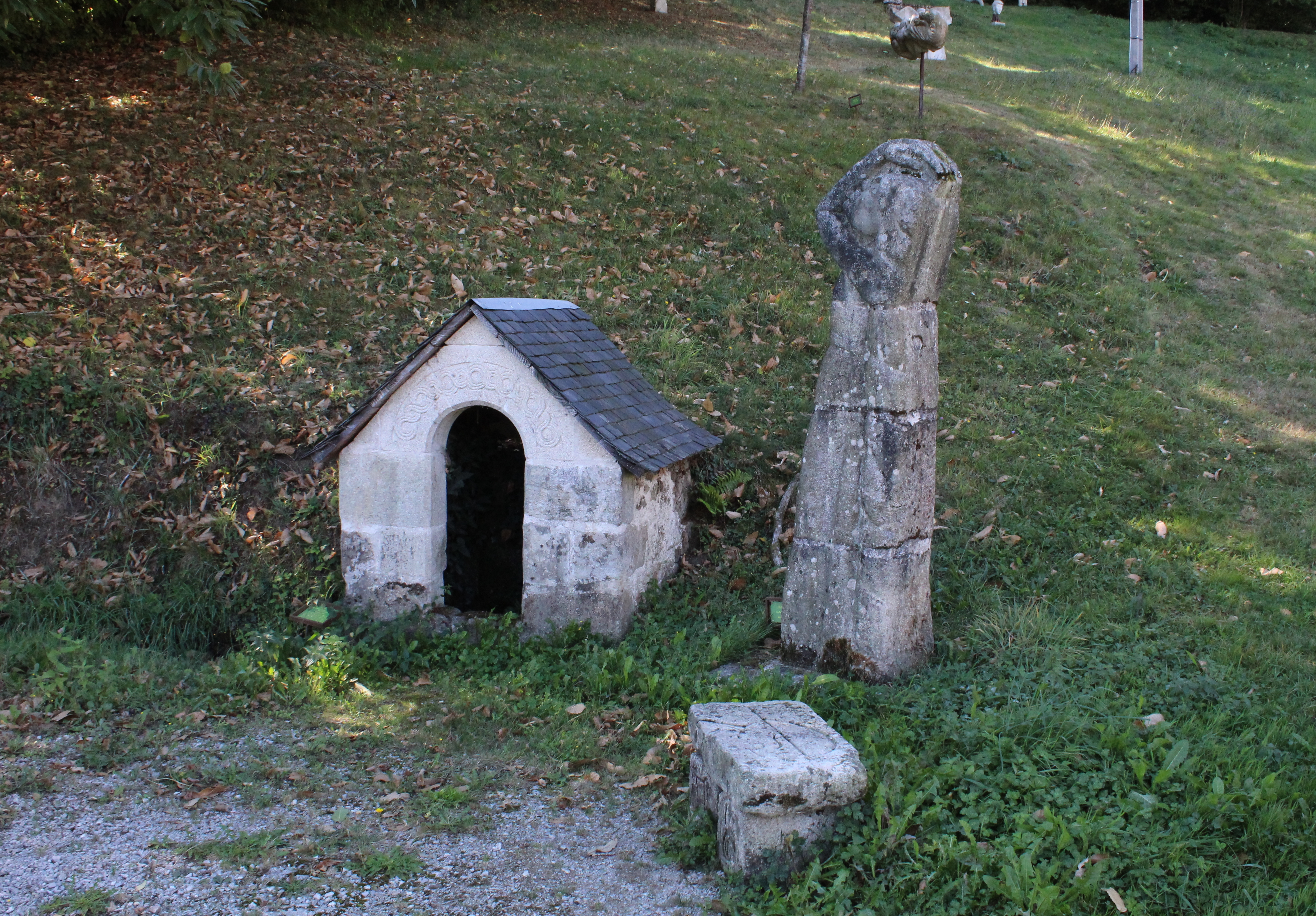
Variété de sculptures.

## Personnalités liées à la commune
- Jean Nesmy (pseudonyme de Henry Surchamp), écrivain (1876-1959), né dans la commune.

## Héraldique
| Blason de Marc-la-Tour | Blason  | Parti : au 1er d'azur à trois étoiles d'or mises en pal, au 2e d'or à trois bandes de gueules. |
| Blason de Marc-la-Tour | Détails | Le statut officiel du blason reste à déterminer.                                               |